# Історія іграшок 5
Історія іграшок 5 (англ. Toy Story 5) — майбутній американський комп'ютерно-анімаційний комедійно — пригодницький фільм, знятий студією Pixar Animation Studios, продовження мультфільму "Історія іграшок 4 ". Про фільм офіційно оголосив генеральний директор Disney Боб Айгер у лютому 2023 . Дата виходу мультфільму невідома.

## Виробництво
У період з 2020 по 2022 рік через пандемію COVID-19 та її вплив на виробництво та прокат кіно, а також з інших причин, Pixar не випускала анімаційні фільми. Анімаційний фільм "Вперед" дістався кінотеатрів, але був швидко випущений на стрімінгу Disney+ через поширення епідемії, а мультфільми "Душа ", "Лука " і "Я - панда" взагалі не дійшли до кінотеатрів , що значно знизило їх рентабельність. Мультфільм "Лайтер", що вийшов на екрани, став найпровальнішим фільмом в історії Pixar . Через ці причини генеральний директор Disney (яка володіє студією Pixar) був змушений сформувати план повернення своїх анімаційних студій до прибутковості. У розмові з акціонерами Disney в лютому 2023 року Боб Айґер оголосив, що в найближчі роки анімаційні студії Disney і Pixar зосередяться на успішних франшизах, які є безпечними інвестиціями, і оголосив про виробництво трьох сиквелів "Крижане серце 3" " та "Зоотрополіс 2" від Disney та «Історія іграшок 5» від Pixar, чиї попередники заробили понад мільярд доларів кожен і були номіновані або отримали «Оскар» . У той же час Айгер оголосив про звільнення 7000 співробітників компанії, що, як очікується, заощадить Disney близько 5.5 млрд доларів .

## Кастинг
9 лютого Тім Аллен підтвердив, що повернеться, щоб озвучити персонажа Базза Лайтера в цьому фільмі, після того, як у спін-офі "Лайтер " цього персонажа озвучив Кріс Еванс.